# Saltos ornamentais nos Jogos Olímpicos de Verão de 2016 - Plataforma 10 m individual feminino
A competição da plataforma de 10 m individual feminino dos saltos ornamentais nos Jogos Olímpicos de 2016 realizou-se a 17 e 18 de agosto no Parque Aquático Maria Lenk, na Barra da Tijuca, Rio de Janeiro.

## Formato
A competição consistiu de três fases, sem acumulação de pontuação entre elas:
- Preliminares: todas as saltadoras fizeram cinco saltos, com as 18 melhores na somatória apuradas a semifinal.
- Semifinal: As 18 qualificadas fizeram mais cinco saltos.
- Final: As 12 melhores saltadoras na soma da semifinal fizeram mais cinco saltos, para discutir as medalhas para as três primeiras.

## Calendário
Os horários são pelo fuso de Brasília (UTC−3).
| Data                       | Hora        | Ronda           |
| -------------------------- | ----------- | --------------- |
| Quarta-feira, 17 de agosto | 14:00       | Preliminares    |
| Quinta-feira, 18 de agosto | 10:00 16:00 | Semifinal Final |

## Medalhistas
| Ouro   | CHN Ren Qian         |
| Prata  | CHN Si Yajie         |
| Bronze | CAN Meaghan Benfeito |

## Resultados
A prova foi dominada pela China, com o ouro para Ren Qian, de apenas 15 anos, à frente da compatriota Si Yajie. Meaghan Benfeito, do Canadá), conquistou a medalha de bronze.
| Pos.              | Saltadora               | Preliminares | Preliminares | Semifinal   | Semifinal   | Final       | Final       | Final       | Final       | Final       | Final       | Final       |
| Pos.              | Saltadora               | Pontos       | Pos.         | Pontos      | Pos.        | Salto 1     | Salto 2     | Salto 3     | Salto 4     | Salto 5     | Pontos      | Pos.        |
| ----------------- | ----------------------- | ------------ | ------------ | ----------- | ----------- | ----------- | ----------- | ----------- | ----------- | ----------- | ----------- | ----------- |
| Medalha de ouro   | CHN Ren Qian            | 385.80       | 2            | 362.40      | 3           | 78.00       | 84.80       | 94.05       | 91.20       | 91.20       | 439.25      | 1           |
| Medalha de prata  | CHN Si Yajie            | 397.45       | 1            | 389.30      | 1           | 81.00       | 86.40       | 86.40       | 79.20       | 86.40       | 419.40      | 2           |
| Medalha de bronze | CAN Meaghan Benfeito    | 329.15       | 7            | 332.80      | 9           | 81.60       | 78.00       | 79.20       | 76.80       | 73.60       | 389.20      | 3           |
| 4                 | MEX Paola Espinosa      | 313.70       | 13           | 306.45      | 12          | 66.00       | 75.90       | 81.60       | 81.60       | 72.00       | 377.10      | 4           |
| 5                 | AUS Melissa Wu          | 342.80       | 4            | 346.00      | 4           | 73.50       | 72.00       | 75.60       | 81.60       | 66.50       | 368.30      | 5           |
| 6                 | CAN Roseline Filion     | 323.55       | 9            | 336.80      | 7           | 71.40       | 85.80       | 76.50       | 47.85       | 86.40       | 367.95      | 6           |
| 7                 | PRK Kim Un-hyang        | 289.45       | 18           | 343.70      | 5           | 70.50       | 72.00       | 56.10       | 82.50       | 76.80       | 357.90      | 7           |
| 8                 | JPN Minami Itahashi     | 320.20       | 10           | 335.55      | 8           | 73.60       | 58.50       | 69.30       | 72.00       | 83.20       | 356.60      | 8           |
| 9                 | MAS Nur Dhabitah Sabri  | 325.85       | 8            | 307.65      | 11          | 72.00       | 75.20       | 59.40       | 59.40       | 72.00       | 338.00      | 9           |
| 10                | USA Jessica Parratto    | 346.80       | 3            | 367.00      | 2           | 81.00       | 79.20       | 44.80       | 52.80       | 76.80       | 334.60      | 10          |
| 11                | MAS Pandelela Rinong    | 332.45       | 6            | 336.95      | 6           | 72.00       | 53.65       | 72.00       | 73.60       | 59.20       | 330.45      | 11          |
| 12                | GBR Tonia Couch         | 332.80       | 5            | 318.00      | 10          | 64.50       | 67.20       | 52.80       | 72.00       | 67.20       | 323.70      | 12          |
| 13                | USA Katrina Young       | 313.85       | 12           | 301.45      | 13          | Não avançou | Não avançou | Não avançou | Não avançou | Não avançou | Não avançou | Não avançou |
| 14                | UKR Yulia Prokopchuk    | 297.95       | 15           | 300.65      | 14          | Não avançou | Não avançou | Não avançou | Não avançou | Não avançou | Não avançou | Não avançou |
| 15                | AUS Brittany O'Brien    | 290.30       | 17           | 300.05      | 15          | Não avançou | Não avançou | Não avançou | Não avançou | Não avançou | Não avançou | Não avançou |
| 16                | UKR Hanna Krasnoshlyk   | 300.80       | 14           | 295.45      | 16          | Não avançou | Não avançou | Não avançou | Não avançou | Não avançou | Não avançou | Não avançou |
| 17                | GER Elena Wassen        | 291.90       | 16           | 276.70      | 17          | Não avançou | Não avançou | Não avançou | Não avançou | Não avançou | Não avançou | Não avançou |
| 18                | RUS Ekaterina Petukhova | 317.25       | 11           | 259.50      | 18          | Não avançou | Não avançou | Não avançou | Não avançou | Não avançou | Não avançou | Não avançou |
| 19                | FRA Laura Marino        | 289.35       | 19           | Não avançou | Não avançou | Não avançou | Não avançou | Não avançou | Não avançou | Não avançou | Não avançou | Não avançou |
| 20                | MEX Alejandra Orozco    | 287.45       | 20           | Não avançou | Não avançou | Não avançou | Não avançou | Não avançou | Não avançou | Não avançou | Não avançou | Não avançou |
| 21                | GER Maria Kurjo         | 287.00       | 21           | Não avançou | Não avançou | Não avançou | Não avançou | Não avançou | Não avançou | Não avançou | Não avançou | Não avançou |
| 22                | BRA Ingrid Oliveira     | 281.90       | 22           | Não avançou | Não avançou | Não avançou | Não avançou | Não avançou | Não avançou | Não avançou | Não avançou | Não avançou |
| 23                | GBR Sarah Barrow        | 277.40       | 23           | Não avançou | Não avançou | Não avançou | Não avançou | Não avançou | Não avançou | Não avançou | Não avançou | Não avançou |
| 24                | EGY Maha Gouda          | 276.15       | 24           | Não avançou | Não avançou | Não avançou | Não avançou | Não avançou | Não avançou | Não avançou | Não avançou | Não avançou |
| 25                | PRK Kim Kuk-hyang       | 263.20       | 25           | Não avançou | Não avançou | Não avançou | Não avançou | Não avançou | Não avançou | Não avançou | Não avançou | Não avançou |
| 26                | ITA Noemi Batki         | 256.90       | 26           | Não avançou | Não avançou | Não avançou | Não avançou | Não avançou | Não avançou | Não avançou | Não avançou | Não avançou |
| 27                | HUN Villő Kormos        | 227.70       | 27           | Não avançou | Não avançou | Não avançou | Não avançou | Não avançou | Não avançou | Não avançou | Não avançou | Não avançou |
| 28                | RUS Yulia Timoshinina   | 212.25       | 28           | Não avançou | Não avançou | Não avançou | Não avançou | Não avançou | Não avançou | Não avançou | Não avançou | Não avançou |